# Queen I Tour
El Queen I Tour fue una gira de conciertos realizada por la banda de Rock británica Queen. El Tour no corresponde realmente a un tour promocional del disco, realmente llamado Queen y no "Queen I", sino que correspondería a una serie de presentaciones como teloneros, en los que tocaban canciones de sus primeros 2 discos (Queen II fue grabado en agosto de 1973, y publicado al año siguiente), más algunos covers. Los conciertos de este tour fueron básicamente como teloneros de la banda Mott the Hoople.
Anterior a este mal llamado tour, Queen realizó diversas presentaciones antes de la edición de su primer disco, entre 1970 y 1973.

## Lista de canciones
- 01. Procession
- 02. Father To Son
- 03. Son And Daughter
- 04. Ogre Battle
- 05. Hangman
- 06. Keep Yourself Alive
- 07. Liar
- 08. Jailhouse Rock
- 09. Shake Rattle And Roll
- 10. Stupid Cupid
- 11. Be Bop A Lula
- 12. Jailhouse Rock
- 13. Big Spender
- 14. Bama Lama Bama Loo

### Canciones Rara Vez Interpretadas
- Stone Cold Crazy (versión lenta)
- Great King Rat
- Seven Seas of Rhye
- Modern Times Rock'n'roll (en vez de Bama Lama Bama Lou)
- See What A Fool I've Been

## Fechas del Tour
| Fecha                                 | Ciudad     | País        | Lugar                    |
| ------------------------------------- | ---------- | ----------- | ------------------------ |
| Primera Manga - Reino Unido           |            |             |                          |
| 13 de septiembre de 1973              | Londres    | Reino Unido | Golders Green Hippodrome |
| 11 de octubre de 1973                 | Berlín     | Alemania    | Underground              |
| 15 de octubre de 1973                 | Londres    | Reino Unido | Teatro Brindfer          |
| 16 de octubre y 17 de octubre de 1973 | Londres    | Reino Unido | Imperial College         |
| 2 de noviembre de 1973                | Liverpool  | Reino Unido | Imperial College         |
| 4 de noviembre de 1973                | Mánchester | Reino Unido | St. Jomperthg            |
| 5 de noviembre de 1973                | Liverpool  | Reino Unido | Stadium                  |